# Angels Fallen
Angels Fallen es una película de terror y ciencia ficción de 2020 dirigida por Ali Zamani, escrita por Amanda Barton y protagonizada por Nicola Posener, Houston Rhines, Michael Teh, Li Jing, Eric Roberts y Michael Madsen.

## Sinopsis
Después de la trágica pérdida de su esposa luchando contra las fuerzas de la oscuridad, Gabriel es persuadido a unirse a su antiguo equipo de cazadores de demonios que viajan desde la relativa oscuridad de Estados Unidos a las profundas regiones desconocidas de Europa. A él se une su mejor amigo Michael, que guarda un oscuro secreto, la mística Hannah cuyas visiones predicen el futuro y un variopinto grupo de cazadores de demonios. Tras perder a parte de su equipo, Gabriel deberá afrontar su trágico pasado y decidir quién es realmente amigo o enemigo.

## Reparto
- Nicola Posener como Hannah
- Rines de Houston como Gabriel
- Michael Teh como Michael
- Li Jing como Lola
- Michael Madsen como Baltasar
- Said Legue como Ty
- Carolina Amiguet como Valentina
- Eric Roberts como Werrick[1]
- Lee Kholafai como Jax Fury

## Producción
Se anunció que Ali Zamani dirigiría el guion de Amanda Barton. Michael Madsen fue elegido junto con Nicola Posener, Houston Rhines y Michael Teh.

## Estreno
La película fue lanzada en DVD y digital el 14 de enero de 2020 por Uncork'd Entertainment. La película está actualmente disponible de forma gratuita en Freevee, Tubi, Redbox y Amazon Prime Video.

## Continuación
Se anunció una secuela llamada Angels Fallen: Warriors of Peace protagonizada por Denise Richards.